# Britzingen
Britzingen (alemannisch: Britzige) ist ein Dorf mit 1015 Einwohnern (Stand September 2020) im Landkreis Breisgau-Hochschwarzwald in Baden-Württemberg. Die ehemals selbstständige Gemeinde Britzingen gehört seit dem 1. Januar 1974 als Ortsteil zur Stadt Müllheim im Markgräflerland. Zur ehemaligen Gemeinde Britzingen gehörten das Dorf Dattingen sowie die Weiler Güttigheim und Muggardt.

## Geografie
Britzingen liegt im Breisgau und im Markgräflerland, etwa 25 Kilometer südsüdwestlich von Freiburg. In der hügeligen Vorbergzone des Schwarzwaldes gelegen, steigt das Gelände unmittelbar östlich des Dorfes Britzingen um 200 Höhenmeter zu den Ausläufern des Schwarzwaldes an. Die nach Westen und Süden geneigten Hänge sind großflächig von Weinreben bestanden. Entwässert wird das Gebiet um Britzingen vom Ehebach, der im Schwarzwald auf 600 m über Normalnull entspringt und über Britzingen, Dattingen und Buggingen in der Rheinebene in den Sulzbach mündet, der nahe Grißheim in den Rheinauen versickert. Die Gemarkung Britzingen umfasst etwa 10 km². Im Südosten der Gemarkung thront die Burg Neuenfels, eine Spornburg-Ruine auf 595,1 Metern über Normalnull.

## Geschichte
Archäologische Funde im Gewann der Weinlage Himmelstiege zeugen von einer frühen Besiedlung des Gebietes um Britzingen aus der Hallstattzeit. Grabungsfunde nahe der Johanneskirche deuten auf ein keltisches Dorf mit römischer Überbauung aus der Zeit um 150 n. Chr. Im Jahr 773 tauchte der Ortsname Britzingens erstmals in einer Urkunde auf.
Die Herren über Britzingen waren Mitte des 12. Jahrhunderts die Zähringer, später die Freiburger Grafen, die Johanniter aus Heitersheim und die Markgrafen des Hauses Hachberg-Sausenberg.
Britzingen war in seiner Geschichte oft Kriegen und Verwüstungen ausgesetzt. Nach jeder Zerstörung bauten die zurückgekehrten Bewohner das Dorf wieder neu auf.
Die Not Ende des 19. Jahrhunderts in den südbadischen Dörfern brachte die Gründung der ersten bäuerlichen Genossenschaften nach den Ideales von Friedrich Wilhelm Raiffeisen. Nach dem Zweiten Weltkrieg, im Jahr 1950, wurde auf Basis dieser Ideale die Winzergenossenschaft Britzingen gegründet.
Am 1. Januar 1973 wurde der Landkreis Müllheim aufgrund der Kreisreform aufgelöst, dem Britzingen bis zuletzt angehörte. Dadurch gelangte dieser zum neugebildeten Landkreis Breisgau-Hochschwarzwald.
Seit 1981 führt Britzingen das Prädikat Staatlich anerkannter Erholungsort. 1988 errang Britzingen den ersten Platz im Landeswettbewerb Unser Dorf soll schöner werden.

## Wappen
Blasonierung: „In halbgespaltenem und geteiltem Schild oben vorn in Gold ein roter Schrägbalken, hinten in Rot ein mit drei schwarzen Sparren belegter goldener Pfahl, unten in Blau ein goldenes Karst.“

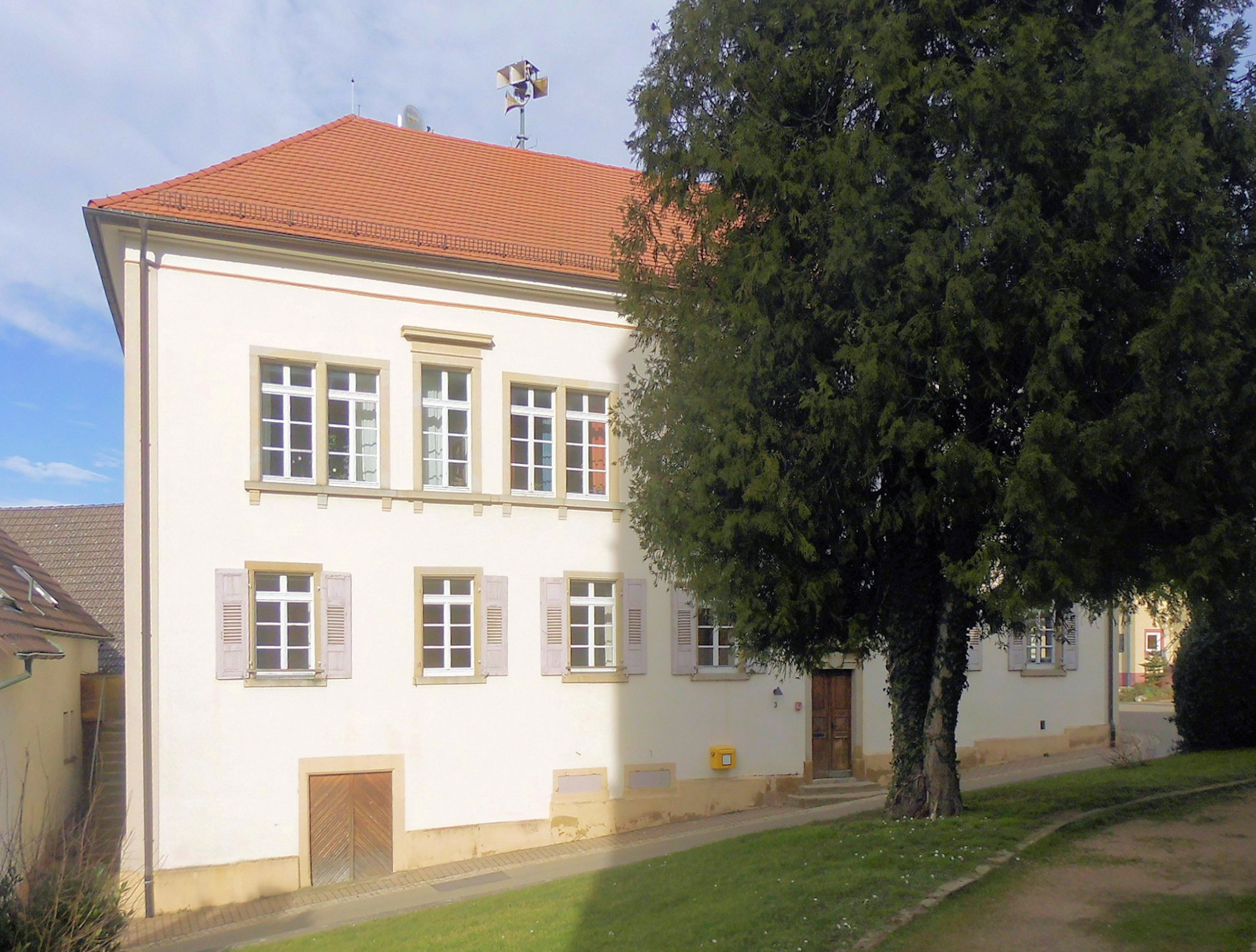
Ehemaliges Rathaus, heute Sitz der Ortschaftsverwaltung

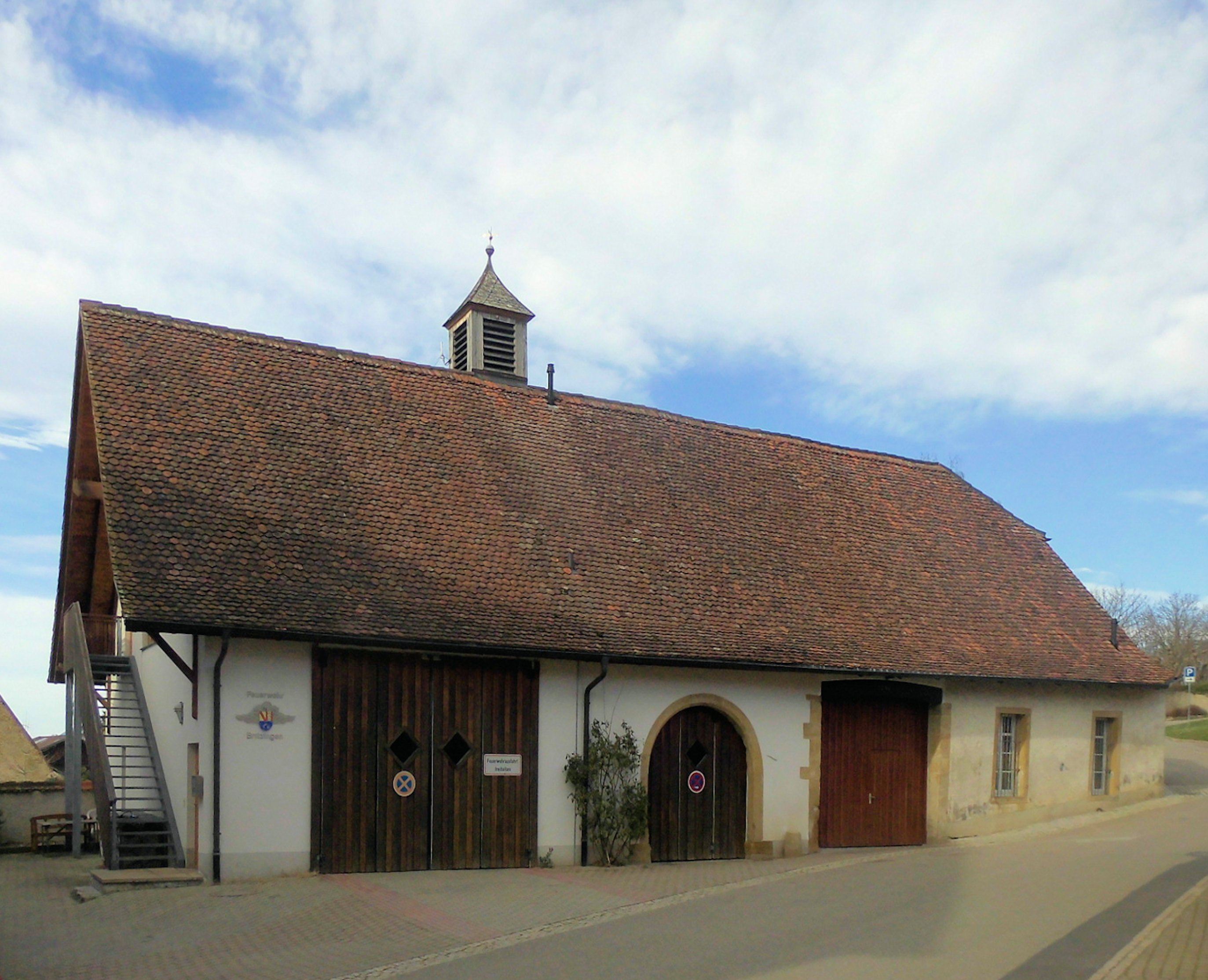
Feuerwehrhaus der Freiwilligen Feuerwehr

## Kultur und Sehenswürdigkeiten
Das Winzerdorf Britzingen liegt im Zentrum des Markgräfler Weinanbaugebietes. Durch das Dorf führt ein Abschnitt der der alten Badischen Weinstraße mit gepflegten Höfen, Brunnen und Gastwirtschaften.
- Evangelische Johanneskirche aus dem 13. oder 14. Jahrhundert, vermutlich auf den Fundamenten einer „Villa rustica“ erbaut mit romantischer Steinmeyer-Orgel von 1906[3]
- mehrere Brunnen
- historische Hofanlagen und Gasthäuser
- Winzergenossenschaft
- Neuenfels-Halle, Festsaal und Veranstaltungshalle

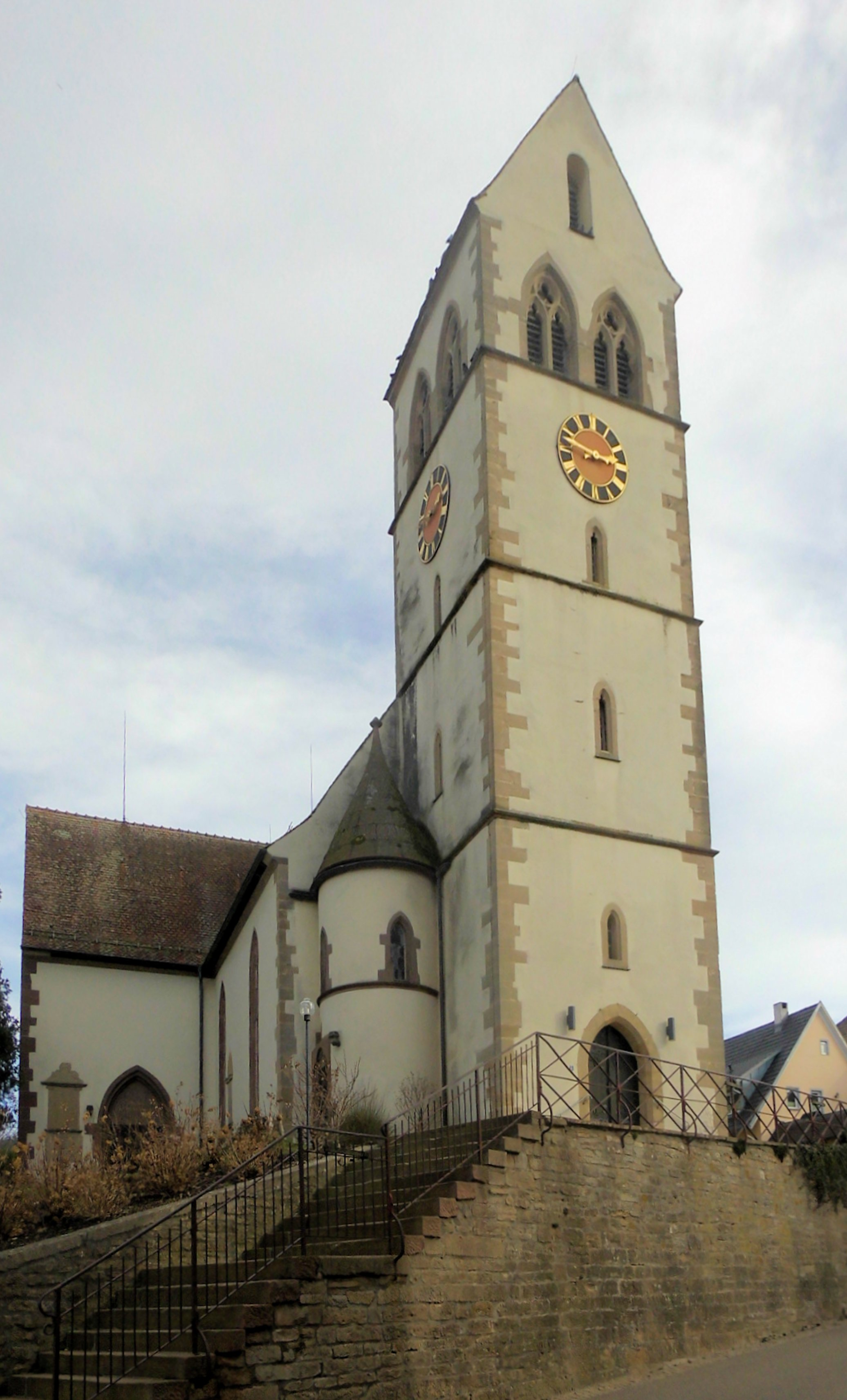
Johanneskirche
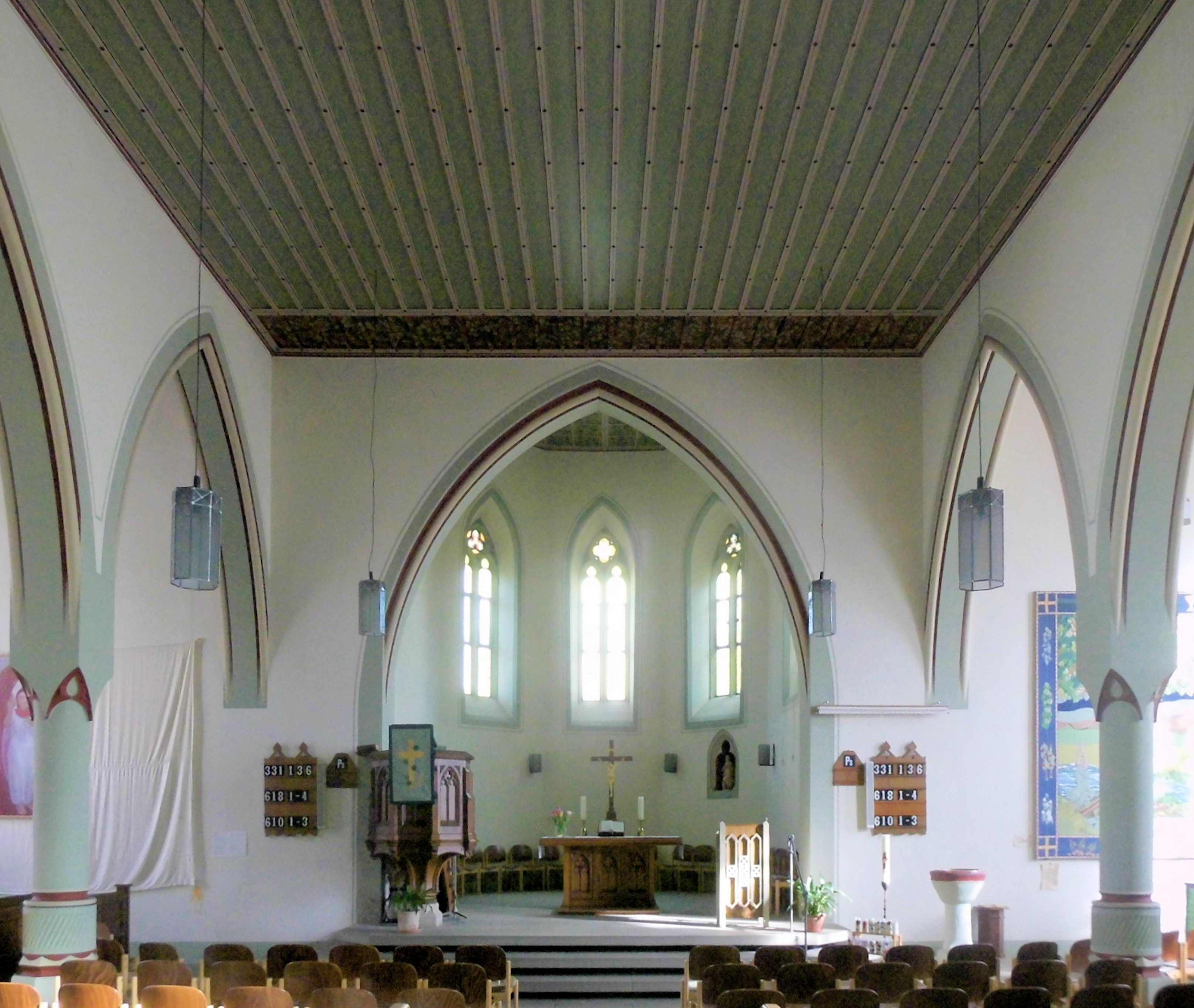
Innenansicht der Johanneskirche
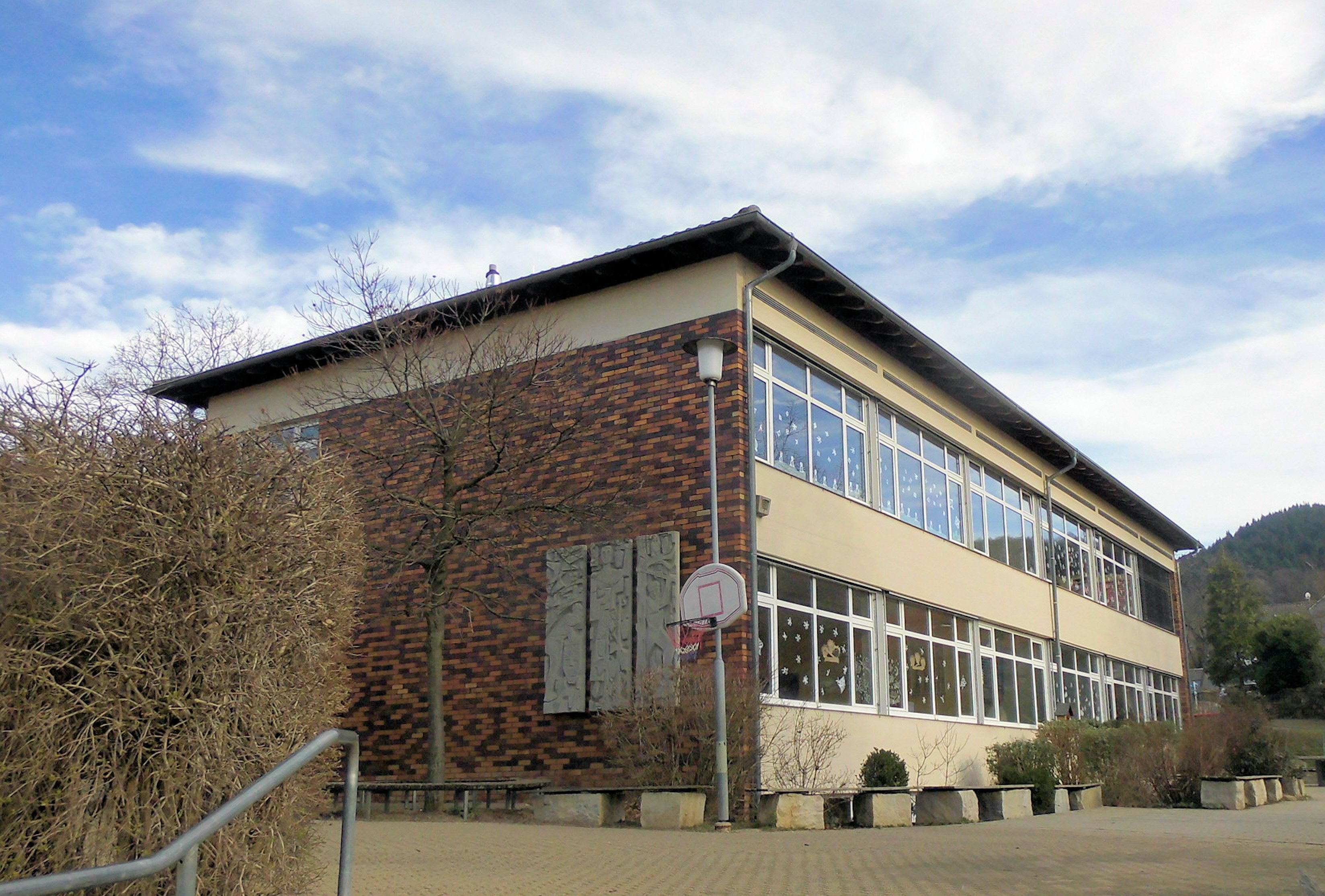
Grundschule
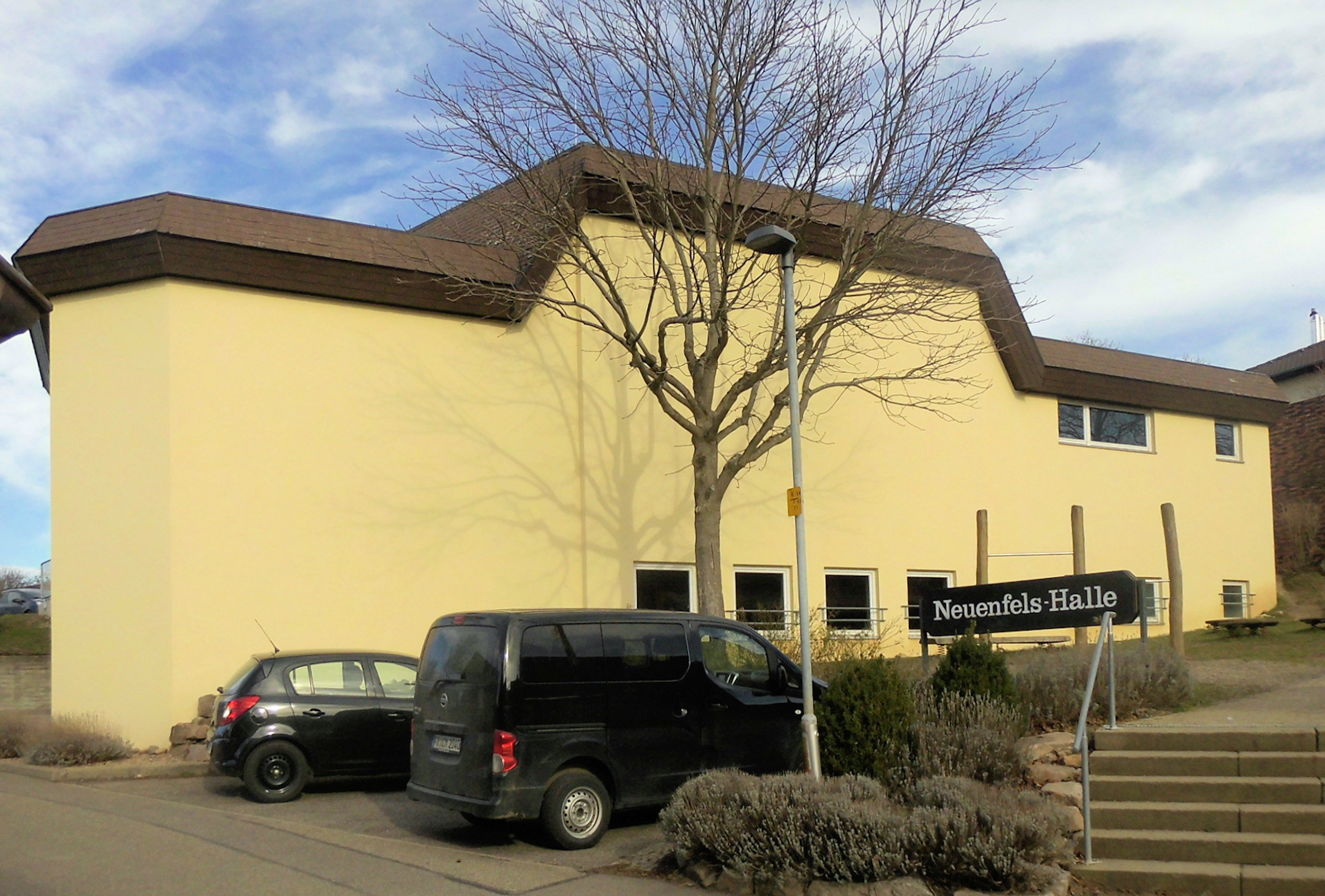
Neuenfels-Halle
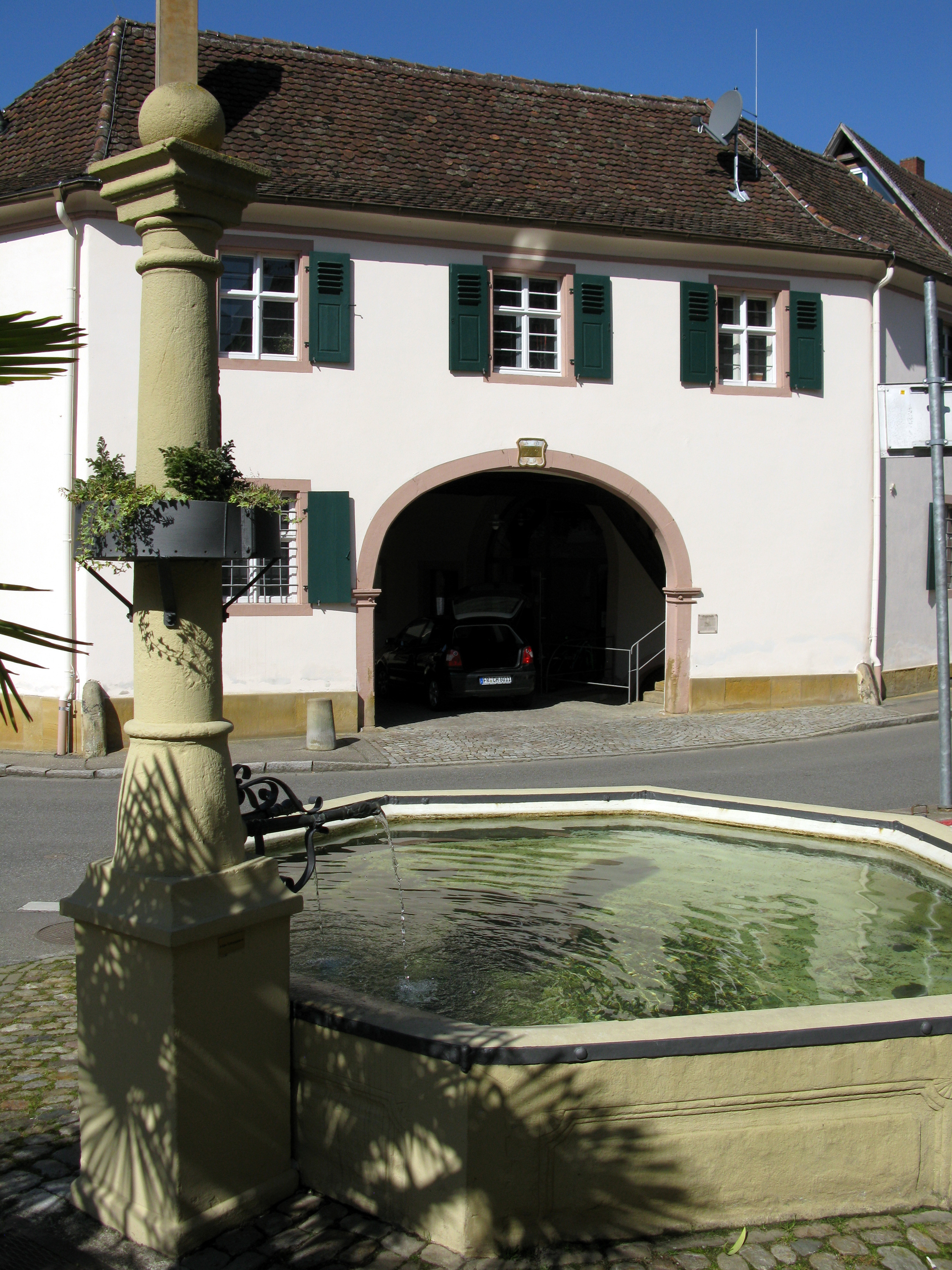
Einer der Britzinger Brunnen

## Wirtschaft und Infrastruktur
Weinanbau und Tourismus sind heute die wichtigsten Wirtschaftszweige in Britzingen. Mit der Firma Rieger gibt es in Britzingen einen Kunststoffverarbeitungsbetrieb, der Chemiebetriebe mit Rohrleitungen, Armaturen und Behältern ausrüstet, die mit ätzenden Stoffen arbeiten. Darüber hinaus sind in Britzingen mehrere Handwerks- und Dienstleistungsbetriebe ansässig, darunter die überregional tätige Schreinerei Marx. Viele Bewohner sind Berufspendler in die umliegenden Städte und Gemeinden.
Britzingen hat keine Supermärkte und keine Tankstellen, wohl aber mehrere Gastwirtschaften und einen von der Dorfgemeinschaft eingerichteten Dorfladen mit Café im ehemaligen Anwesen Englerhof. Der denkmalgeschützte Englerhof entstand 1795 als typisches Markgräfler Gehöft mit Hofeinfahrtsbau und Scheune, angebaut an das seit 1785 bestehende Wohnhaus. Nachdem die Stadt Müllheim das Anwesen erworben hatte, wurde es zum Dorfgemeinschaftshaus mit Café und Dorfladen umgebaut und im September 2011 eröffnet.

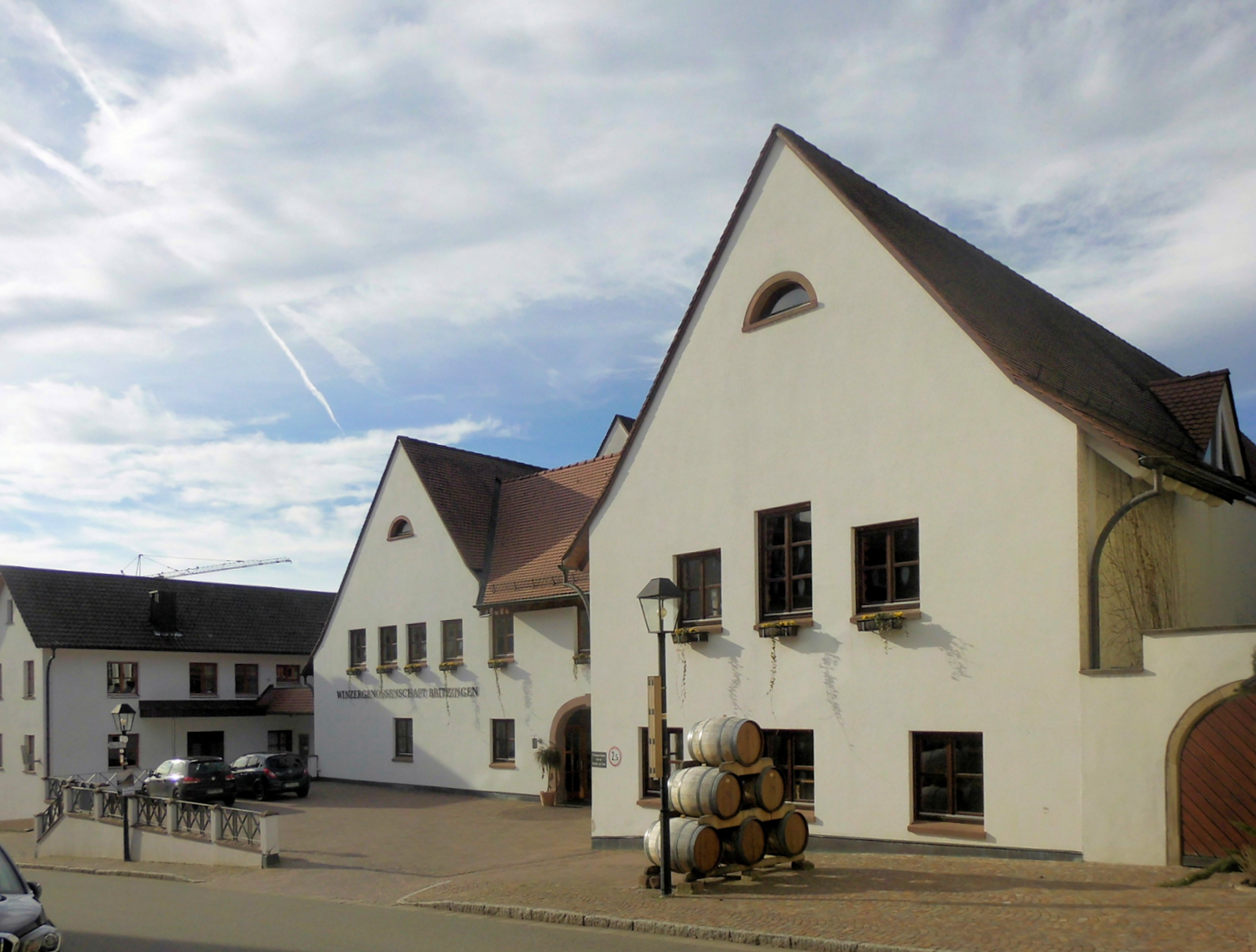
Winzergenossenschaft
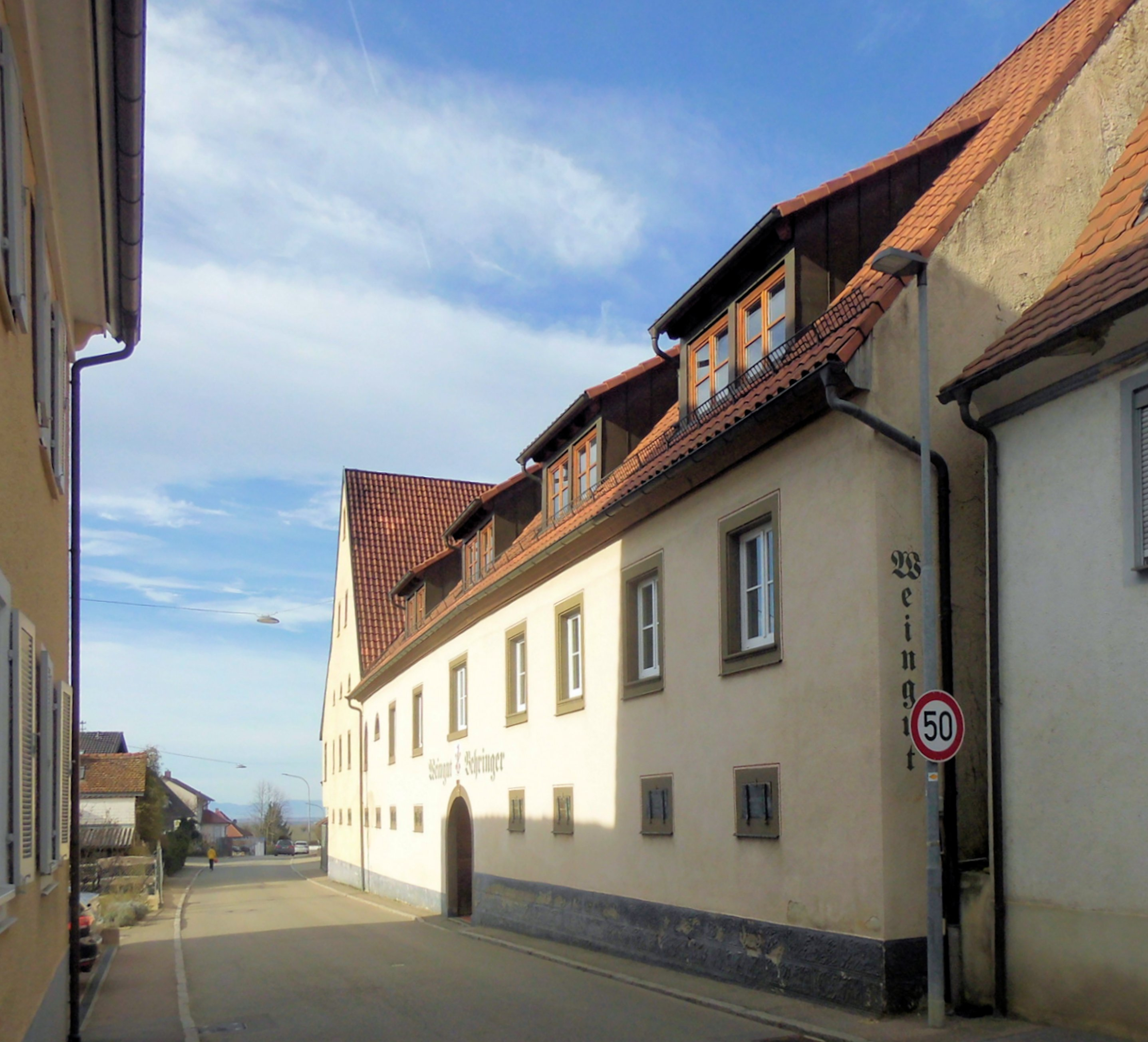
Weingut Behringer
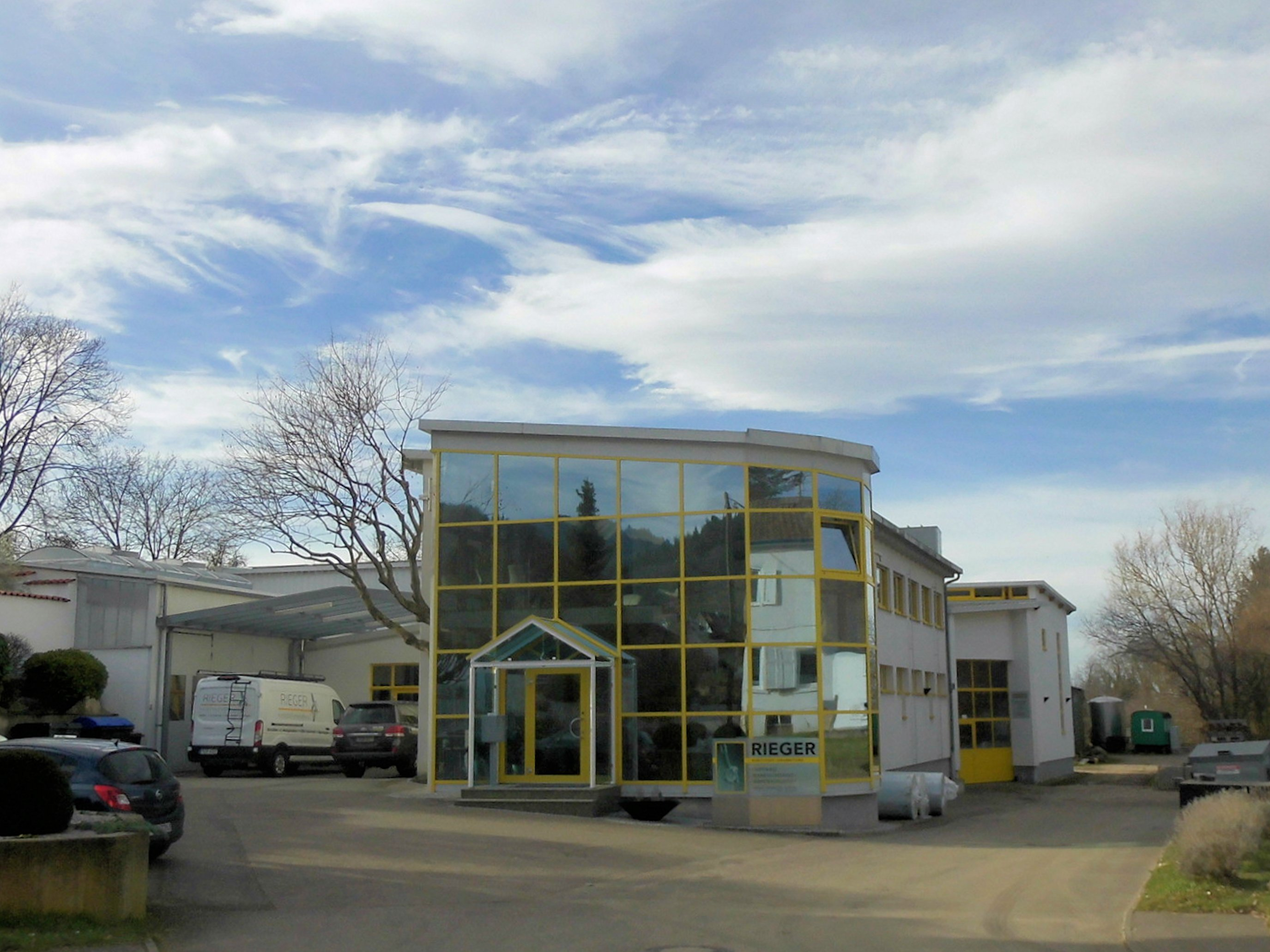
Kunststoffverarbeitungsbetrieb Rieger
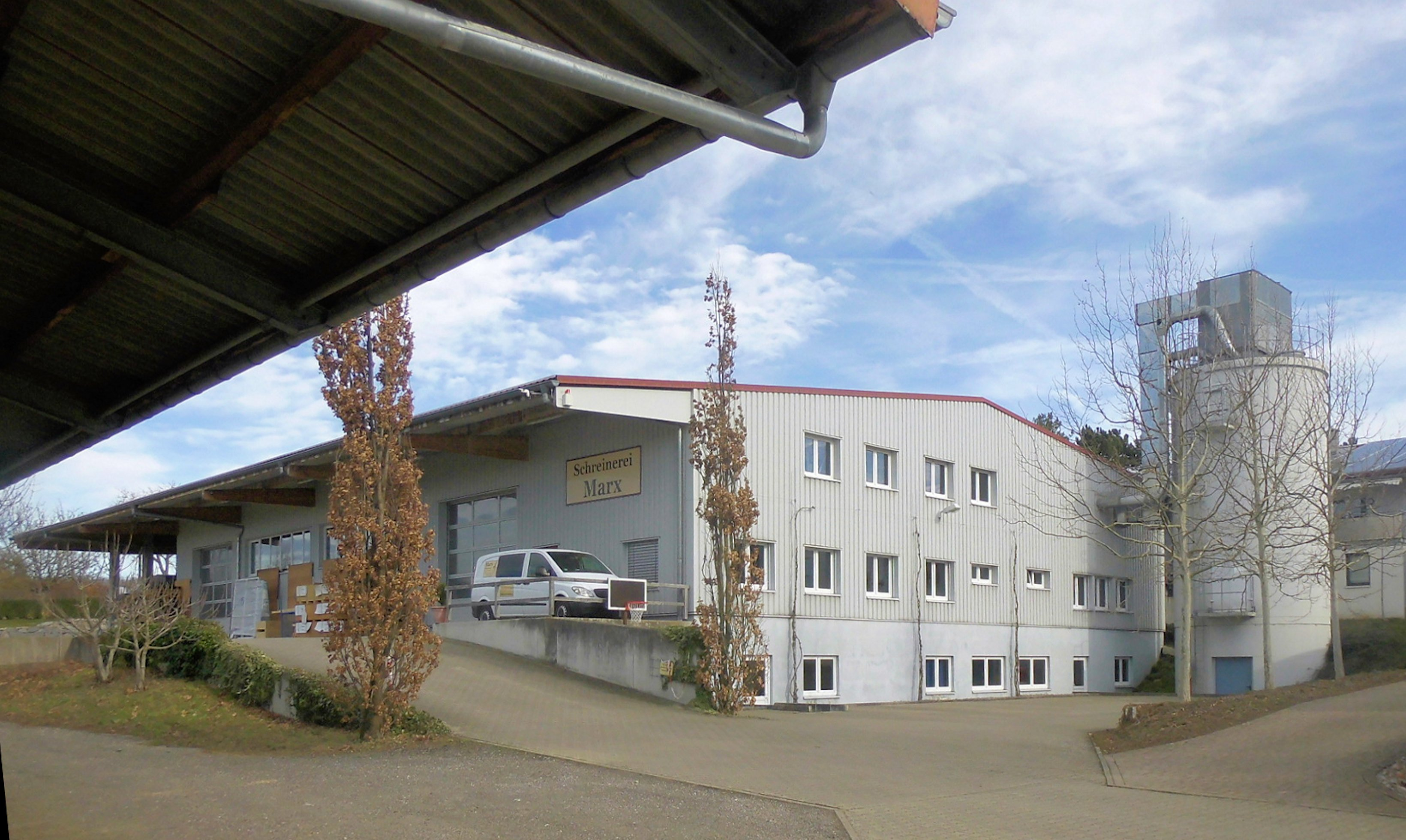
Schreinerei Marx

Gastronomie in Britzingen
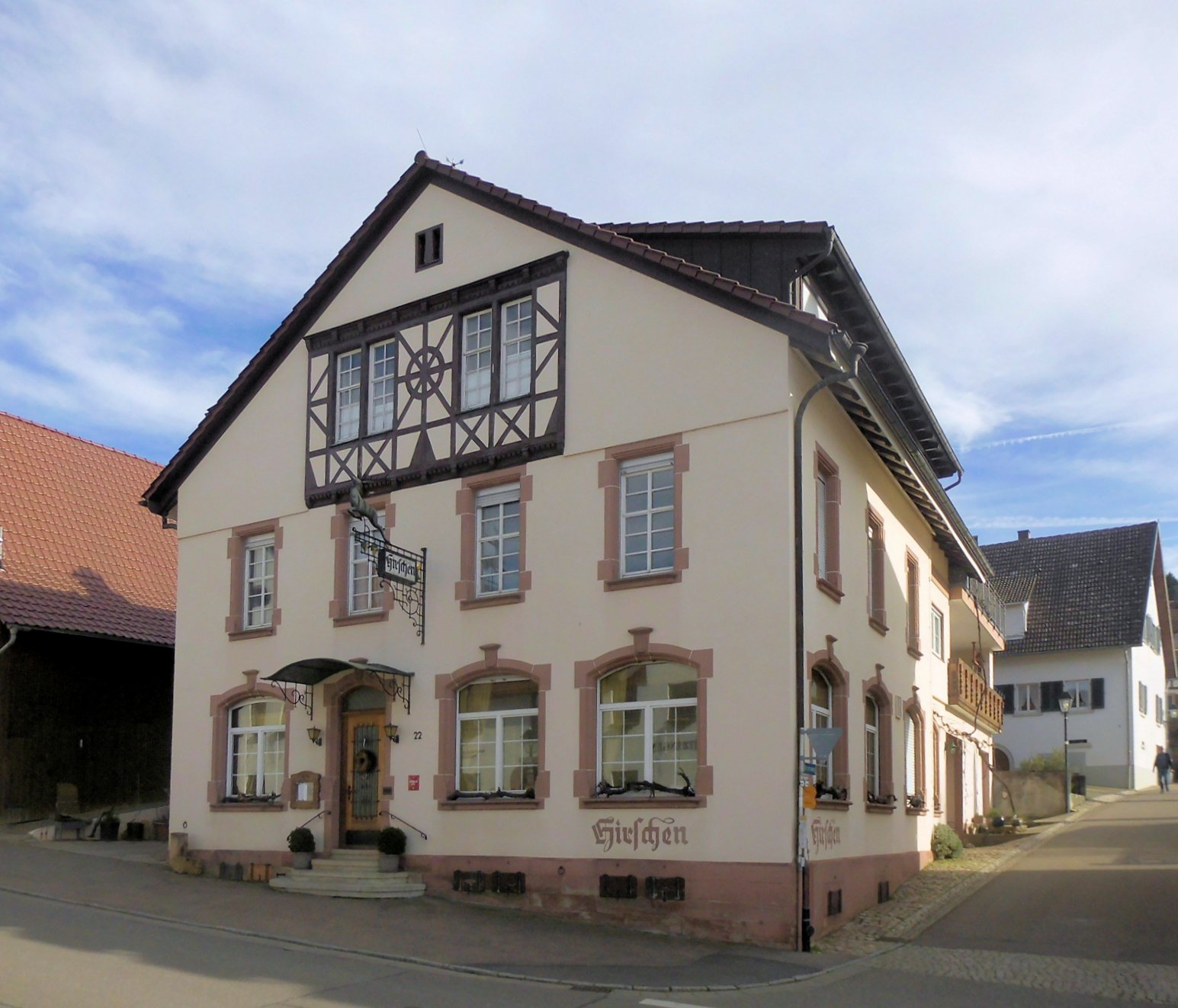
Gasthof „Hirschen“
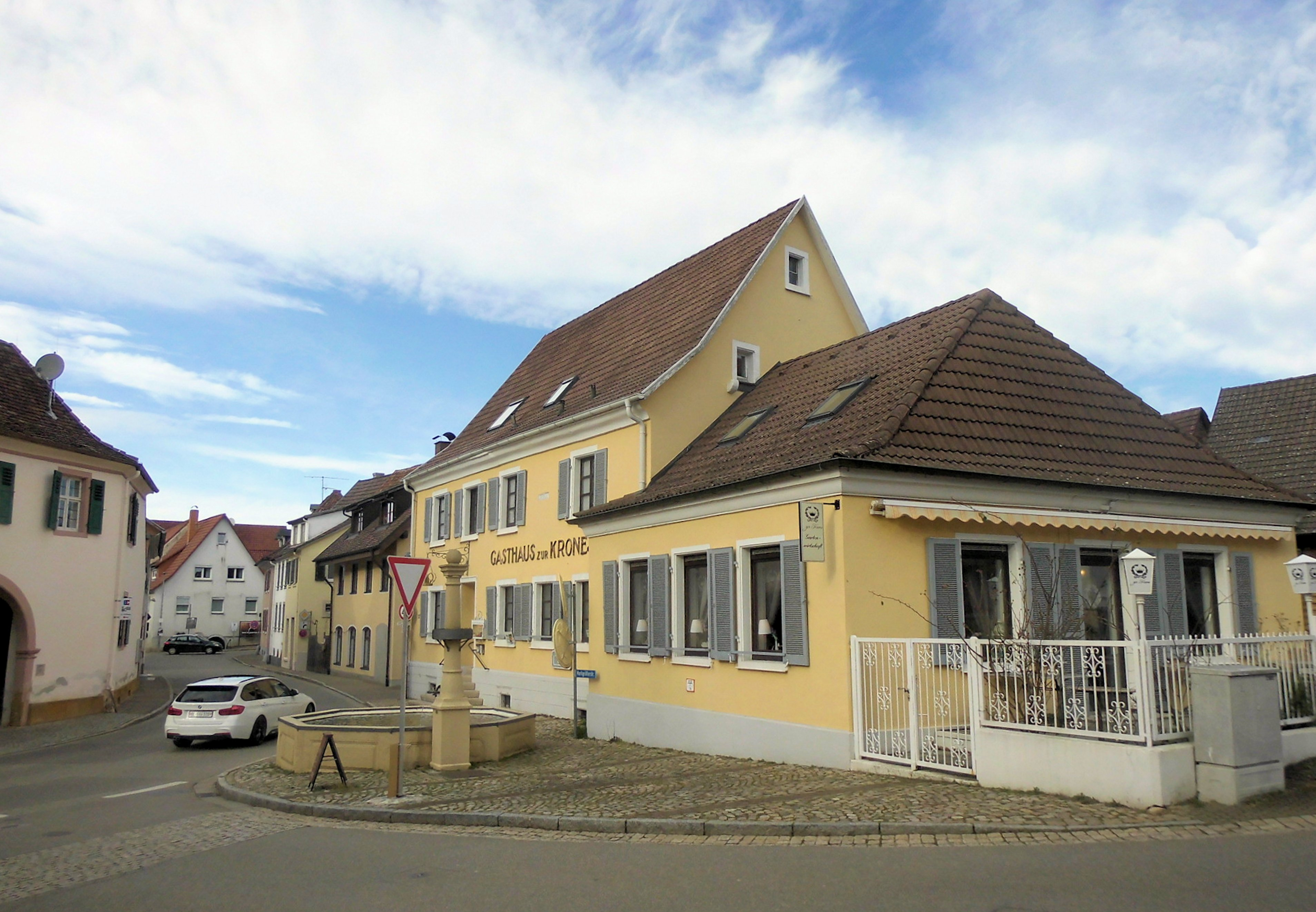
Gasthof „Zur Krone“
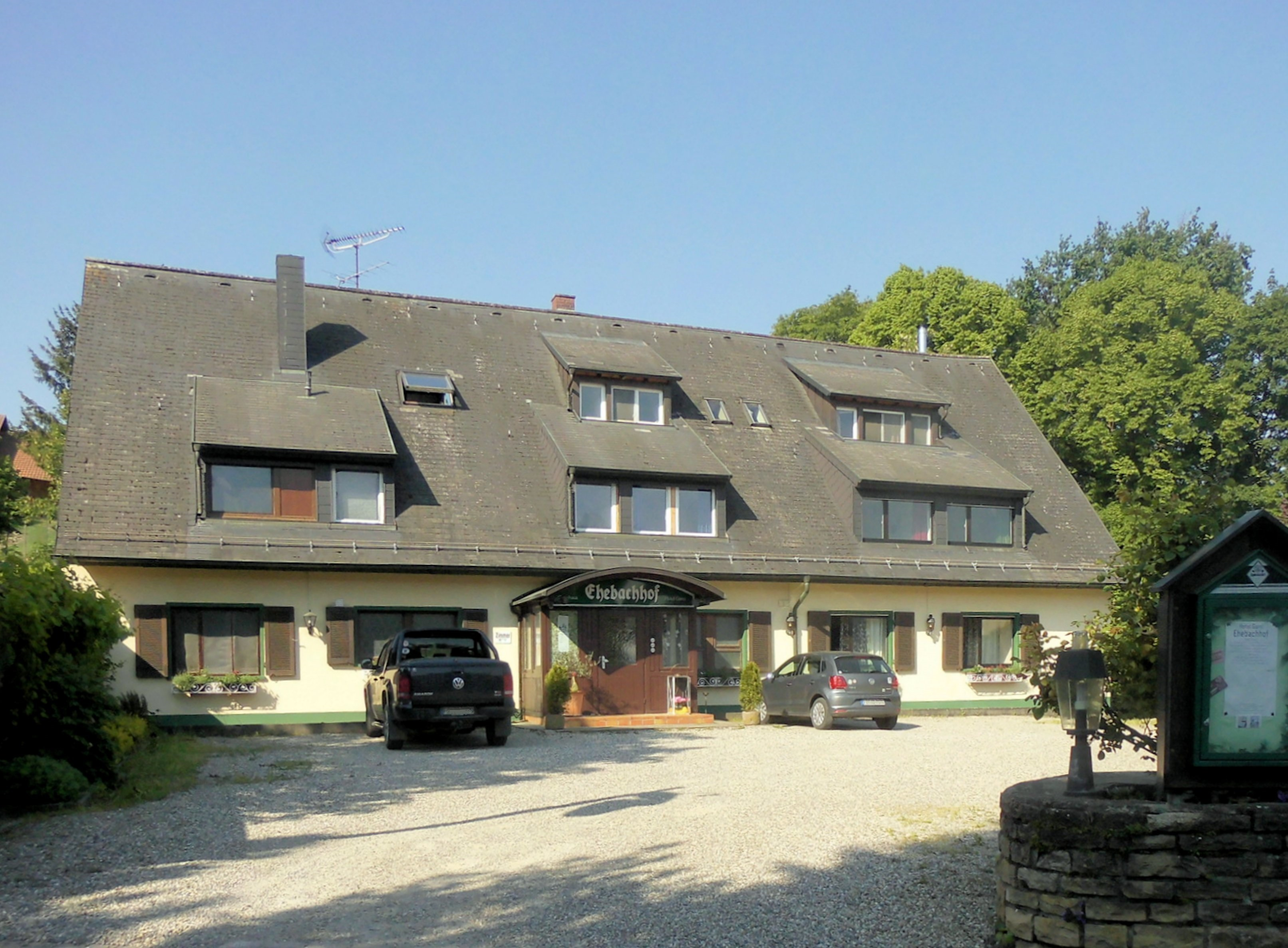
Gasthaus „Ehebachhof“
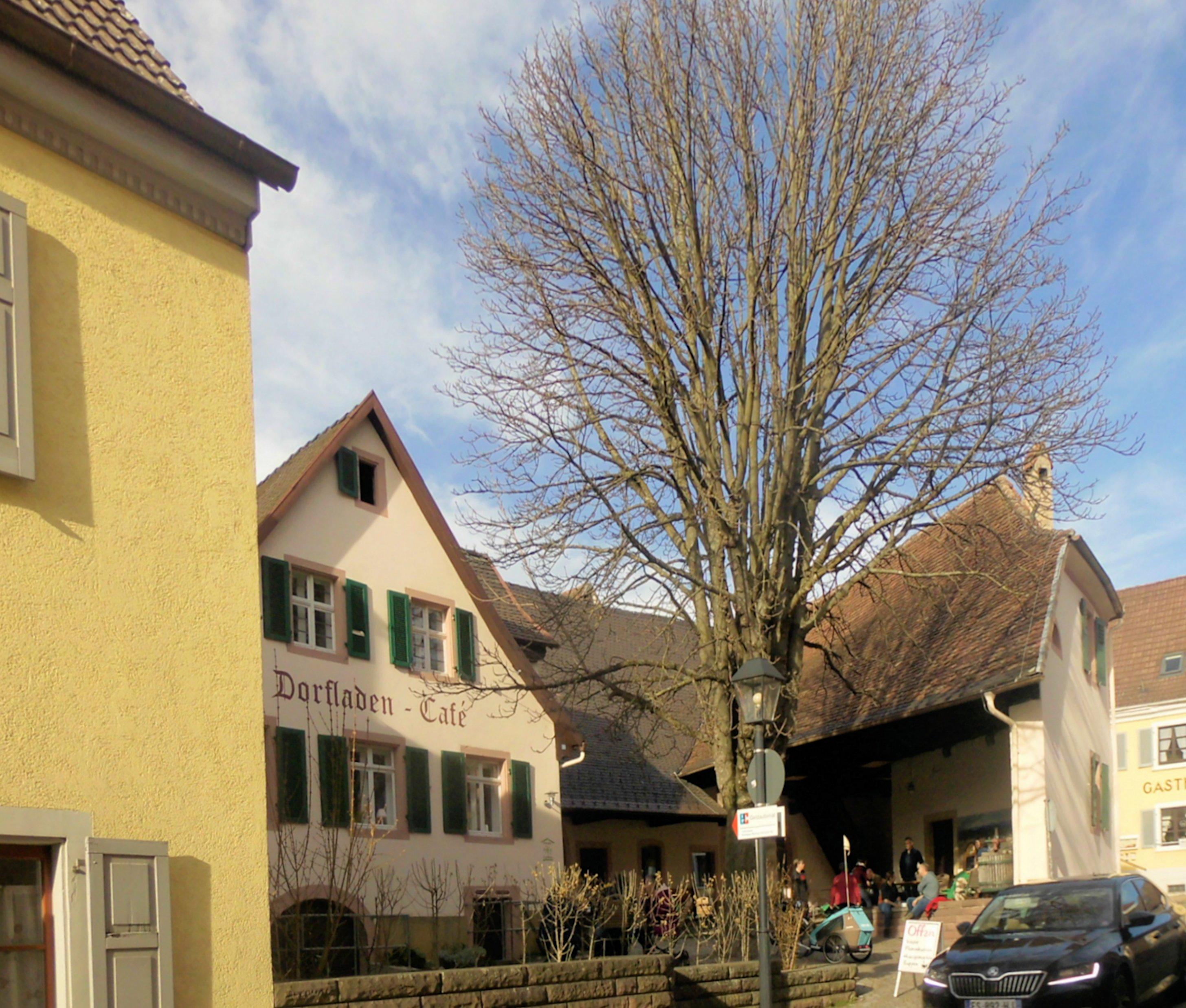
Dorfladen und Café im ehemaligen Englerhof

Britzingen ist durch Straßen mit den umliegenden Orten verbunden: nach Nordwesten führt eine Landstraße nach Buggingen, nach Nordosten über Sulzburg-Laufen nach Staufen im Breisgau, nach Südosten über den Pass Schwärze nach Badenweiler und im Südwesten über Zunzingen nach Müllheim. Der Öffentliche Nahverkehr wird durch Busse der SWEG gewährleistet.
Die nächsten Bahnhöfe befinden sich in Müllheim und Buggingen an der Bahnstrecke Mannheim–Basel. Im sechs Kilometer entfernten Neuenburg am Rhein besteht ein Anschluss an die Autobahn A 5..

## Bekannte Einwohner
- Konrad Sage (1911–1989), überwiegend in Berlin tätiger Architekt und Hochschullehrer, wohnte in Müllheim-Britzingen